# Schöne neue Welt (Phillie-MC-Album)
Schöne neue Welt ist das Debütalbum des deutschen Rappers Phillie MC. Es erschien am 17. September 2001 über das Label Def Jam Germany.

## Titelliste
1. Die Pforte – 0:53
2. 1. Blick – 3:12
3. Non Serviam – 3:12
4. Vierundzwanzigsieben – 0:32
5. Schlechter Geschmack – 2:24
6. Der Mob (Main Mix) – 2:58
7. Verrecke – 3:03
8. Fernsehphantasie – 3:34
9. Mindfuck – 3:29
10. Heaven Is A Blunt – 1:07
11. Treibstoff – 2:44
12. Unkraut (Main Mix) – 4:15
13. Musik zählt – 2:52
14. Im Fadenkreuz – 0:53
15. Weltschmerz – 3:04
16. Kriegsrat – 3:33

## Kritik
Das E-Zine Laut.de bewertete Schöne neue Welt mit zwei von möglichen fünf Punkten. Aus Sicht des Redakteurs Stefan Johannesberg seien die Songs mit „Streicher-Klavierloops und Cuts im Refrain“ „immer gleich konzipiert.“ Stilistisch werde DJ Premier kopiert, wobei bei den „Bass- und Snaredrums“ „die Abguckerei erst recht dreiste Formen“ annehme. Mit Vierundzwanzigsieben und Heaven Is A Blunt sind zumindest zwei Stücke mit dem „nötigen Kick Eigenständigkeit“ enthalten. Ebenfalls negativ bewertet der Redakteur die „vielen Rapklischees“ sowie die plakativen Texte. Zudem erscheine Phillie MCs „kehliger Flow“ anstrengend. Lediglich im Lied 1. Blick versuche der Rapper „nicht wie eine gequälte Mischung aus Xzibit, DMX und Ferris MC zu klingen.“ Die Auswahl des Stücks Unkraut als erste Single findet ebenso Kritik. So sei diese nicht repräsentativ für das Album. Zudem sei das Thema zu spezifisch, um den Rapper und seine Fähigkeiten kennenzulernen.
In einer Rezension des Internetseite Allesreal.de werden die „Cuts von DJ Cesar“ sowie die „harmonischen und musikalischen Piano-, Streicher- oder Keyboard-Samples, denen allerdings an vielen Stellen noch das gewisse Etwas“ fehle, gelobt. Phillie MC predige den „Nonkonformismus“ und fordere „dazu auf, genauer hinter die Kulissen des deutschen Staates zu schauen.“ Dabei gelinge es ihm nicht „die gleiche bedrückende Atmosphäre und Betroffenheit zu erzeugen wie der amerikanische Schriftsteller Aldous Huxley in seinem gleichnamigen Werk.“ Dies hänge etwa mit der kurzen Laufzeit der Songs zusammen. So kratze er in Non serviam, in dem die „dunklen Machenschaften der Pharmakonzerne und der Rüstungsindustrie“ thematisiert werden, „nur an der Oberfläche.“ Dagegen seien das „sehr realistische“ Fernsehphantasie und das „melancholisch-aggressive“ Weltschmerz gelungen.